# Hugo Theorell

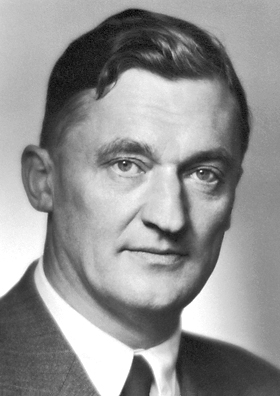
Hugo Theorell (um 1955)

Axel Hugo Theodor Theorell (* 6. Juli 1903 in Linköping, Östergötland, Schweden; † 15. August 1982 in Stockholm, Schweden) war ein schwedischer Physiologe und Nobelpreisträger.

## Leben
Das Studium der Medizin am Karolinska-Institut schloss Hugo Theorell 1924 mit dem Staatsexamen ab. Die nachfolgenden drei Monate verbrachte er mit dem Studium der Bakteriologie am Institut Pasteur in Paris bei Albert Calmette. 1930 schloss er erfolgreich seine Promotion über Lipide des Blutplasmas ab und erhielt unmittelbar danach eine Dozentenstelle für Physiologische Chemie am Karolinska Institutet. 1932 wurde er Professor.
Schwerpunkt seiner Forschungsarbeiten war die Vitaminforschung. Dabei lieferte er wichtige Arbeiten über Elektrophorese sowie Enzyme, hier insbesondere Katalase, Riboflavin und Cytochrom c. An der Universität Uppsala führte er mit Hilfe der Ultrazentrifugation Untersuchungen zum Molekulargewicht von Myoglobin durch. Von 1933 bis 1935 hielt er sich als Rockefeller-Stipendiat und wissenschaftlicher Gast am Kaiser Wilhelm Institut für Zellphysiologie in Berlin-Dahlem (Leitung: Otto Warburg) auf und veröffentlichte in dieser Zeit mehrere Studien.
1953 entdeckte er ein Antibiotikum zur Bekämpfung von Tuberkulose. 1955 wurde er für seine Entdeckungen über Natur und Wirkungsweise der Oxidationsenzyme mit dem Nobelpreis für Physiologie oder Medizin ausgezeichnet.
1950 wurde er in die American Academy of Arts and Sciences gewählt, 1957 in die National Academy of Sciences, 1958 in die American Philosophical Society, 1966 zum korrespondierenden Mitglied der Mathematisch-naturwissenschaftlichen Klasse der Bayerischen Akademie der Wissenschaften. Ebenfalls 1966 wurde er zum Mitglied der Leopoldina gewählt. 1965 hielt er die Paul-Karrer-Vorlesung.
Aus seiner Ehe mit der Pianistin Margit, geb. Alenius (1907–2002) stammt u. a. der Sohn Töres Theorell (* 1942), Arzt und Dozent.